# John M. MacDougal
John Mochrie MacDougal (1954.) je američki botaničar i akademik.
Poznat je po svom radu na taksonomiji biljaka iz roda Passiflora. Otkrio je nekoliko varijacija tih biljaka.
Diplomirao je 1975. na koledžu Charleston. 1984. je stekao doktorat na sveučilištu Duke.
Između 1984. i 1986. je bio asistentom biologije na poljodjelskom i tehničkom sveučilištu države Sjeverne Karoline. Od 1987. do 1989. je bio postdoktorski istraživač na projektu Flora Mesoamerica u botaničkom vrtu Missouri u St. Louisu u američkoj saveznoj državi Missouri. Od 1990. do 2002. je bio menedžer za zaštitu vrsta u istoj ustanovi.
MacDougal napisao je više od pedeset članaka i poglavlja u knjigama. Trenutno je asistent biologije na državnom sveučilištu Harris-Stowe.
James Mallet i Sandra Knapp su imenovali cvijet Passiflora macdougaliana po njemu.
U biologiji se rabi kratica J.M.MacDougal kad se citira botaničko ime.